# Venkovský mikroregion Moravice
Venkovský mikroregion Moravice je dobrovolný svazek obcí v okresu Opava, jeho sídlem je Vítkov a jeho cílem je Vzájemná pomoc a koordinace při řešení problémů ve všech oblastech mikroregionu a příprava projektů pro získání podpory ze státních dotačních titulů a programů EU. Sdružuje celkem 16 obcí a byl založen v roce 1999.

## Obce sdružené v mikroregionu
- Branka u Opavy
- Březová
- Budišov nad Budišovkou
- Čermná ve Slezsku
- Kružberk
- Nové Lublice
- Moravice
- Mikolajice
- Melč
- Radkov
- Raduň
- Skřipov
- Staré Těchanovice
- Svatoňovice
- Větřkovice
- Vítkov